# ویتوریو سانیپولی
ویتوریو سانیپولی (ایتالیایی: Vittorio Sanipoli؛ ‏ ۲۷ اکتبر ۱۹۱۵ – ۲۵ ژوئیهٔ ۱۹۹۲) هنرپیشه اهل ایتالیا بود.
از فیلم‌هایی که وی در آن نقش داشته‌است می‌توان به جنگ بزرگ، ترانه بهار، میلیدی و تفنگدارها، حمل و نقل، ناپلی‌ها در میلان، مغول‌ها، آن بالابالاها،، فریاد یک فاحشه و عاشقان پیشین اشاره کرد.